# Monatsgespräch
Nach § 74 Abs. 1 BetrVG sollen Arbeitgeber und Betriebsrat mindestens einmal im Monat im Rahmen einer Besprechung zusammentreten. Da es sich hier um eine „Soll-Vorschrift“ handelt, gibt es keine gesetzliche Verpflichtung. Allerdings können solche Gespräche im Rahmen des § 2 Abs. 1 BetrVG durch Antrag eines der Betriebspartner nötig sein. Themen dieser Besprechungen können alle Bereiche des Betriebs und der Arbeitnehmerschaft betreffen, vor allem im Bereich der vom Betriebsrat zu erledigenden Aufgaben aus dem Betriebsverfassungsgesetz (BetrVG). Eine entsprechende Regelung trifft auch § 65  BPersVG für die Leiterin oder den Leiter einer Dienststelle und den Personalrat.

## Allgemeines
Die Initiative zur Abhaltung von Monatsgesprächen kann vom Arbeitgeber, wie vom Betriebsrat ausgehen. Besondere Formvorschriften, wie Einladung oder Tagesordnung, bestehen nicht. Der Arbeitgeber hat entweder selbst teilzunehmen oder sich durch entsprechend über Sachkenntnis verfügende Personen vertreten zu lassen. Dabei haben die Betriebsparteien über strittige Fragen mit dem ernsten Willen zur Einigung zu verhandeln und Vorschläge für die Beilegung von Meinungsverschiedenheiten zu unterbreiten. Das Gesetz geht in seinem § 74 BetrVG davon aus, dass beide Parteien zum Wohle des Unternehmens zusammenwirken.
Obwohl es sich nur eine „Soll-Vorschrift“ handelt, verpflichtet das Gesetz den Arbeitgeber und den Betriebsrat dafür zu sorgen, dass die monatliche Besprechung auch tatsächlich durchgeführt wird. Eine Weigerung zur Teilnahme kann eine grobe Pflichtverletzung darstellen und bis zur Auflösung des Betriebsrats führen. Auch ein Betriebsrat, der niemals die monatlichen Besprechungen initiiert und diese daraufhin vergessen werden, handelt pflichtwidrig. Grundsätzlich nehmen alle Betriebsratsmitglieder teil. Hat der Betriebsrat diese Aufgabe an einen seiner Ausschüsse gem. §§ 27 und 28 BetrVG übertragen, so nehmen dessen Mitglieder teil. Beschlüsse des Betriebsrats werden auf Monatsgesprächen nicht gefasst.

## Ablauf der Besprechung
Das Betriebsverfassungsgesetz sieht nur eine Erörterungspflicht vor, aber keine Verpflichtung, einen Kompromiss zu finden. Je nach Erforderlichkeit muss das Arbeitsgericht oder die Einigungsstelle über streitige Fragen entscheiden. In den monatlichen Besprechungen können und dürfen keine bindenden Beschlüsse gefasst werden. Insbesondere kann der Betriebsrat keinen Betriebsratsbeschluss auf der Monatsbesprechung mit dem Arbeitgeber fassen. Soll eine Entscheidung getroffen werden, ist ein Betriebsratsbeschluss erforderlich. Dieser ist aber nur auf einer Betriebsratssitzung zu fassen, in Abwesenheit des Arbeitgebers.

## Teilnehmer des Monatsgesprächs
Die monatliche Besprechung zwischen Betriebsrat und Arbeitgeber unterliegt keinen gesetzlichen Form- oder Fristvorschriften. Teilnehmen darf und muss der Arbeitgeber sowie das Betriebsratsgremium mit sämtlichen Mitgliedern. Im Falle einer Verhinderung rückt das entsprechende Ersatzmitglied nach. Ein Vier-Augen-Gespräch zwischen Betriebsratsvorsitzenden und Arbeitgeber kann kein Monatsgespräch ersetzen.
Auch die Schwerbehindertenvertretung (SBV) hat das Recht, an diesen Gesprächen teilzunehmen.
Wenn es um Angelegenheiten für die jugendlichen und Auszubildenden Arbeitnehmer geht, ist die Jugend- und Auszubildendenvertretung (JAV) zu beteiligen.
Wurde die Führung des Monatsgesprächs auf einen Ausschuss übertragen, so nehmen seine Mitglieder daran teil.

## Kosten des Monatsgesprächs
Sämtliche anfallende Kosten des Monatsgesprächs sind vom Arbeitgeber zu tragen. Das Gespräch hat während der Arbeitszeit stattzufinden, wofür die teilnehmenden Betriebsratsmitglieder einen Anspruch auf Freistellung von der Arbeitsleistung und einen Anspruch auf Entgeltfortzahlung haben.